# Сент-Од
Сент-Од (фр. Sainte-Ode, валлон. Sinte-Oude / Sinte-Oûde) — коммуна в Валлонии, расположенная в провинции Люксембург, округ Бастонь. Принадлежит Французскому языковому сообществу Бельгии. На площади 97,87 км² проживают 2312 человек (плотность населения — 24 чел./км²), из которых 48,83 % — мужчины и 51,17 % — женщины. Средний годовой доход на душу населения в 2003 году составлял 11 012 евро.
Почтовые коды: 6680, 6681. Телефонный код: 061.